# Meester van de Escrivà

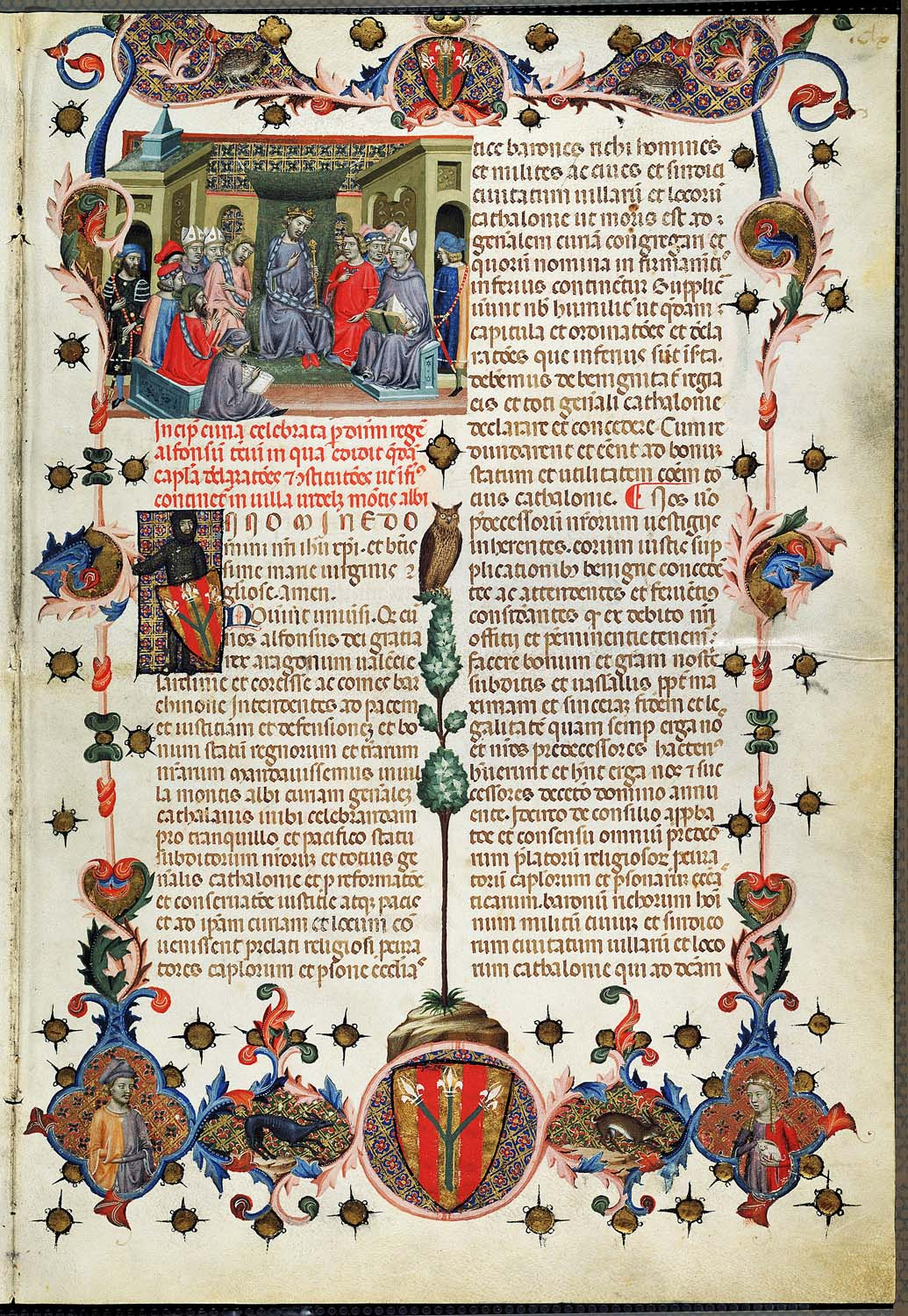
Bladzijde uit de Llibre dels Usatges

De Meester van de Escrivà (in het Catalaans Mestre de l'Escrivà) of Meester van de scribent, is de noodnaam voor een miniaturist en kunstschilder die actief was in Catalonië in het begin van de 14e eeuw.
Deze meester werkte waarschijnlijk in de omgeving van Ferrer Bassa, zonder evenwel deel uit te maken van diens atelier. Hij werkte in Lleida onder meer aan werken waaraan begonnen werd in opdracht van Jaume II, koning van Aragon en waarvoor diens weduwe Elisenda van Montcada na zijn dood in 1327, opdracht gaf om ze verder af te maken. De Meester van de Escrivà zou bijgedragen hebben aan het verspreiden van het Toscaanse model van de gotiek tussen 1328 en 1338 en daarbij Ferrer Bassa voorafgegaan zijn.
De stijl van de meester werd sterk beïnvloed door de Toscaanse, niet-Florentijnse stijl, van Duccio di Buoninsegna, Simone Martini en Lippo Memmi.

## Werken
Een werk wordt met algemene instemming door de kunsthistorici aan hem toegeschreven namelijk de Llibre dels Usatges i Constitucions de Catalunya (ca. 1333), en nu bewaard in de Paeria (stadhuis) van Lleida.
Ook het ontwerp van een tapijt met de kruisiging, voor het klooster van Santa Maria de Pedalbres zou van zijn hand zijn en mogelijk zijn ook de muurschilderingen boven de graven van Elionor de Pinós de Montcada en Constança de Cardona de Pinós in diezelfde abdij van zijn hand.
Hij zou verder ook meegewerkt hebben aan het Decretum Gratiani (1342-1348) en aan de Llibre Verd de Barcelona, bewaard in de Arxiu Històric de la Ciutat de Barcelona (Historische archieven van Barcelona).